# تد کسیدی
تد کسیدی (انگلیسی: Ted Cassidy; ۳۱ ژوئیهٔ ۱۹۳۲ – ۱۶ ژانویهٔ ۱۹۷۹) یک هنرپیشه، و بازیکن بسکتبال اهل ایالات متحده آمریکا بود. وی بین سال‌های ۱۹۵۲ تا ۱۹۷۹ میلادی فعالیت می‌کرد.

## بخشی از فیلمشناسی
از فیلم‌ها یا برنامه‌های تلویزیونی که وی در آن نقش داشته است می‌توان به آثار زیر اشاره کرد.
- طلای مکنا (۱۹۶۹)
- بوچ کسیدی و ساندنس کید (۱۹۶۹)
- هری و والتر به نیویورک می‌روند (۱۹۷۶)
- خانواده آدامز (مجموعه تلویزیونی ۱۹۶۴) (۱۹۶۴)
- خواب جینی را می‌بینم
- پیشتازان فضا
- ماجراهای تازه هاکلبری فین (۱۹۶۸–۱۹۶۹)

## مرگ
کسیدی در مرکز پزشکی سنت وینسنت در لس آنجلس تحت عمل جراحی قرار گرفت تا یک تومور غیر بدخیم از قلب او خارج شود.  این عوارض چند روز بعد به وجود آمد ، در حالی که وی در حال بهبودی در خانه بود و وی در همان بیمارستان بستری شد که در شانزدهم ژانویه سال ۱۹۷۹ در سن ۴۶ سالگی درگذشت.